# 12866 Yanamadala
12866 Yanamadala (1998 KL65) là một tiểu hành tinh vành đai chính được phát hiện ngày 22 tháng 5 năm 1998 bởi nhóm nghiên cứu tiểu hành tinh gần Trái Đất phòng thí nghiệm Lincoln ở Socorro.
It was được đặt theo tên của Vijay Yanamadala (b. 1986), a finalist in the 2002 Intel International Science và Engineering Fair for his environmental science project. He attended the Palos Verdes Peninsula High School và then Harvard University.